# WTA Tour 2009
Die WTA Tour 2009 (offiziell: Sony Ericsson WTA Tour 2009) war der 39. Jahrgang der Damentennis-Turnierserie, die von der Women’s Tennis Association ausgetragen wird.
Die Teamwettbewerbe Hopman Cup und Fed Cup werden wie die Grand-Slam-Turniere nicht von der WTA, sondern von der ITF organisiert. Hier werden sie dennoch aufgeführt, da die Spitzenspielerinnen diese Turniere in der Regel spielen.

## Änderungen
Für das Jahr 2009 hatte die WTA einige Änderungen im Turnierplan vorgenommen:
- es wurden in 30 (2008: 33) Ländern Turniere ausgetragen
- es wurden 53 (2008: 59) Turniere gespielt
- nur noch die 16 statt bisher 17 besten Turnierresultate wurden für die Weltrangliste gewertet
- neben den Grand-Slam-Turnieren gibt es 4 „Premier-Events“ (Indian Wells, Miami, Madrid und Peking)
- die US Open wurden eine Woche nach hinten verschoben, um zwischen Wimbledon und dem Beginn der amerikanischen Hartplatzsaison eine dreiwöchige Pause zu haben

## Turnierplan
| Kategorie              |
| ---------------------- |
| Grand Slam             |
| Jahresendveranstaltung |
| Premier Mandatory      |
| Premier 5              |
| Premier                |
| International          |

| Sonstige   |
| ---------- |
| Hopman Cup |
| Fed Cup    |

### Erklärungen
Die Zeichenfolge von z. B. 128E/96Q/64D/32Q/32M hat folgende Bedeutung:

128E = 128 Spielerinnen spielen im Einzel

96Q = 96 Spielerinnen spielen die Qualifikation

64D = 64 Paarungen spielen im Doppel

32Q = 32 Paarungen spielen die Qualifikation

32M = 32 Paarungen spielen im Mixed

### Januar
| Datum 1 | Turnier                                                                                            | Sieger(in)                        | Finalgegner(in)                               | Ergebnis          |
| ------- | -------------------------------------------------------------------------------------------------- | --------------------------------- | --------------------------------------------- | ----------------- |
| 05.01.  | Hyundai Hopman Cup Perth, Australien ITF – 1.000.000 AU$ Hartplatz                                 | Dominika Cibulková Dominik Hrbatý | Dinara Safina Marat Safin                     | 2:0               |
| 05.01.  | Brisbane International Brisbane, Australien International – 220.000 $ Hartplatz – 32E/32Q/16D      | Wiktoryja Asaranka                | Marion Bartoli                                | 6:3, 6:1          |
| 05.01.  | Brisbane International Brisbane, Australien International – 220.000 $ Hartplatz – 32E/32Q/16D      | Anna-Lena Grönefeld Vania King    | Klaudia Jans Alicja Rosolska                  | 3:6, 7:5, [10:5]  |
| 05.01.  | ASB Classic Auckland, Neuseeland International – 220.000 $ Hartplatz – 32E/32Q/16D                 | Jelena Dementjewa                 | Jelena Wesnina                                | 6:4, 6:1          |
| 05.01.  | ASB Classic Auckland, Neuseeland International – 220.000 $ Hartplatz – 32E/32Q/16D                 | Nathalie Dechy Mara Santangelo    | Nuria Llagostera Vives Arantxa Parra Santonja | 4:6, 7:6, [12:10] |
| 12.01.  | Medibank International Sydney Sydney, Australien Premier – 600.000 $ Hartplatz – 32E/32Q/16D       | Jelena Dementjewa                 | Dinara Safina                                 | 6:3, 2:6, 6:1     |
| 12.01.  | Medibank International Sydney Sydney, Australien Premier – 600.000 $ Hartplatz – 32E/32Q/16D       | Hsieh Su-wei Peng Shuai           | Nathalie Dechy Casey Dellacqua                | 6:0, 6:1          |
| 12.01.  | Moorilla Hobart International Hobart, Australien International – 220.000 $ Hartplatz – 32E/32Q/16D | Petra Kvitová                     | Iveta Benešová                                | 7:5, 6:1          |
| 12.01.  | Moorilla Hobart International Hobart, Australien International – 220.000 $ Hartplatz – 32E/32Q/16D | Gisela Dulko Flavia Pennetta      | Aljona Bondarenko Kateryna Bondarenko         | 6:2, 7:6          |
| 19.01.  | Australian Open Melbourne, Australien Grand Slam Hartplatz – 128E/96Q/64D/32X                      | Serena Williams                   | Dinara Safina                                 | 6:0, 6:3          |
| 19.01.  | Australian Open Melbourne, Australien Grand Slam Hartplatz – 128E/96Q/64D/32X                      | Serena Williams Venus Williams    | Daniela Hantuchová Ai Sugiyama                | 6:3, 6:3          |
| 19.01.  | Australian Open Melbourne, Australien Grand Slam Hartplatz – 128E/96Q/64D/32X                      | Sania Mirza Mahesh Bhupathi       | Nathalie Dechy Andy Ram                       | 6:3, 6:1          |

### Februar
| Datum 1 | Turnier | Siegerin                                                | Finalgegnerin                                 | Ergebnis         |
| ------- | --- | ------------------------------------------------------- | --------------------------------------------- | ---------------- |
| 02.02.  | Fed Cup (1. Runde) Moskau, Russland, Hartplatz (H.) Orléans, Frankreich, Hartpl. (H.) Surprise, USA, Hartplatz Brno, Tschechien, Teppich (H.) | Gewonnen Russland Italien Vereinigte Staaten Tschechien | Verloren China Frankreich Argentinien Spanien | 5:0 3:2 4:1      |
| 09.02.  | PTT Pattaya Open Pattaya, Thailand International – 220.000 $ Hartplatz – 32E/22Q/12D                                                          | Wera Swonarjowa                                         | Sania Mirza                                   | 7:5, 6:1         |
| 09.02.  | PTT Pattaya Open Pattaya, Thailand International – 220.000 $ Hartplatz – 32E/22Q/12D                                                          | Jaroslawa Schwedowa Tamarine Tanasugarn                 | Julija Bejhelsymer Witalija Djatschenko       | 6:3, 6:2         |
| 09.02.  | Open GDF Suez (Halle) Paris, Frankreich Premier – 700.000 $ Hartplatz – 32E/32Q/16D                                                           | Amélie Mauresmo                                         | Jelena Dementjewa                             | 7:67, 2:6, 6:4   |
| 09.02.  | Open GDF Suez (Halle) Paris, Frankreich Premier – 700.000 $ Hartplatz – 32E/32Q/16D                                                           | Cara Black Liezel Huber                                 | Květa Peschke Lisa Raymond                    | 6:4, 3:6, [10:4] |
| 16.02.  | Barclays Dubai Tennis Championships Dubai, Vereinigte Arabische Emirate Premier 5 – 2.000.000 $ Hartplatz – 56E/26Q/28D                       | Venus Williams                                          | Virginie Razzano                              | 6:4, 6:2         |
| 16.02.  | Barclays Dubai Tennis Championships Dubai, Vereinigte Arabische Emirate Premier 5 – 2.000.000 $ Hartplatz – 56E/26Q/28D                       | Cara Black Liezel Huber                                 | Marija Kirilenko Agnieszka Radwańska          | 6:3, 6:3         |
| 16.02.  | Cellular South Cup (Halle) Memphis, Vereinigte Staaten International – 220.000 $ Hartplatz -32E/16Q/16D                                       | Wiktoryja Asaranka                                      | Caroline Wozniacki                            | 6:1, 6:3         |
| 16.02.  | Cellular South Cup (Halle) Memphis, Vereinigte Staaten International – 220.000 $ Hartplatz -32E/16Q/16D                                       | Wiktoryja Asaranka Caroline Wozniacki                   | Juliana Fedak Michaella Krajicek              | 6:1, 7:62        |
| 16.02.  | Copa Sony Ericsson Colsanitas Bogotá, Kolumbien International – 220.000 $ Sandplatz (rot) – 32E/32Q/16D                                       | María José Martínez Sánchez                             | Gisela Dulko                                  | 6:3, 6:2         |
| 16.02.  | Copa Sony Ericsson Colsanitas Bogotá, Kolumbien International – 220.000 $ Sandplatz (rot) – 32E/32Q/16D                                       | Nuria Llagostera Vives María José Martínez Sánchez      | Gisela Dulko Flavia Pennetta                  | 7:5, 3:6, [10:7] |
| 23.02.  | Abierto Mexicano Telcel Acapulco, Mexiko International – 220.000 $ Sandplatz (rot) – 32E/32Q/16D                                              | Venus Williams                                          | Flavia Pennetta                               | 6:1, 6:2         |
| 23.02.  | Abierto Mexicano Telcel Acapulco, Mexiko International – 220.000 $ Sandplatz (rot) – 32E/32Q/16D                                              | Nuria Llagostera Vives María José Martínez Sánchez      | Lourdes Domínguez Lino Arantxa Parra Santonja | 6:4, 6:2         |

### März
| Datum 1 | Turnier                                                                                                   | Siegerin                           | Finalgegnerin                             | Ergebnis         |
| ------- | --- | ---------------------------------- | ----------------------------------------- | ---------------- |
| 02.03.  | Monterrey Open Monterrey, Mexiko International – 220.000 $ Hartplatz – 32E/32Q/16D                        | Marion Bartoli                     | Li Na                                     | 6:4, 6:3         |
| 02.03.  | Monterrey Open Monterrey, Mexiko International – 220.000 $ Hartplatz – 32E/32Q/16D                        | Nathalie Dechy Mara Santangelo     | Iveta Benešová Barbora Záhlavová-Strýcová | 6:3, 6:4         |
| 09.03.  | BNP Paribas Open Indian Wells, Vereinigte Staaten Premier Mandatory – 4.500.000 $ Hartplatz – 96E/48Q/32D | Wera Swonarjowa                    | Ana Ivanović                              | 7:65, 6:2        |
| 09.03.  | BNP Paribas Open Indian Wells, Vereinigte Staaten Premier Mandatory – 4.500.000 $ Hartplatz – 96E/48Q/32D | Wiktoryja Asaranka Wera Swonarjowa | Gisela Dulko Shahar Peer                  | 6:4, 3:6, [10:5] |
| 23.03.  | Sony Ericsson Open Miami, Vereinigte Staaten Premier Mandatory – 4.500.000 $ Hartplatz – 96E/48Q/32D      | Wiktoryja Asaranka                 | Serena Williams                           | 6:3, 6:1         |
| 23.03.  | Sony Ericsson Open Miami, Vereinigte Staaten Premier Mandatory – 4.500.000 $ Hartplatz – 96E/48Q/32D      | Swetlana Kusnezowa Amélie Mauresmo | Květa Peschke Lisa Raymond                | 6:4, 3:6, [10:4] |

### April
| Datum 1 | Turnier | Siegerin                                           | Finalgegnerin                                  | Ergebnis          |
| ------- | --- | -------------------------------------------------- | ---------------------------------------------- | ----------------- |
| 06.04.  | MPS Group Championships Ponte Vedra Beach, Vereinigte Staaten International – 220.000 $ Sandplatz (grün) – 32E/32Q/16D | Caroline Wozniacki                                 | Aleksandra Wozniak                             | 6:1, 6:2          |
| 06.04.  | MPS Group Championships Ponte Vedra Beach, Vereinigte Staaten International – 220.000 $ Sandplatz (grün) – 32E/32Q/16D | Chia-Jung Chuang Sania Mirza                       | Květa Peschke Lisa Raymond                     | 6:3, 6:4          |
| 06.04.  | Andalucia Tennis Experience Marbella, Spanien International – 500.000 $ Sandplatz (rot) – 32E/32Q/16D                  | Jelena Janković                                    | Carla Suárez Navarro                           | 6:3, 3:6, 6:3     |
| 06.04.  | Andalucia Tennis Experience Marbella, Spanien International – 500.000 $ Sandplatz (rot) – 32E/32Q/16D                  | Klaudia Jans Alicja Rosolska                       | Anabel Medina Garrigues Virginia Ruano Pascual | 6:3, 6:3          |
| 13.04.  | Family Circle Cup Charleston, Vereinigte Staaten Premier – 1.000.000 $ Sandplatz (grün) – 56E/32Q/16D                  | Sabine Lisicki                                     | Caroline Wozniacki                             | 6:2, 6:4          |
| 13.04.  | Family Circle Cup Charleston, Vereinigte Staaten Premier – 1.000.000 $ Sandplatz (grün) – 56E/32Q/16D                  | Bethanie Mattek-Sands Nadja Petrowa                | Līga Dekmeijere Patty Schnyder                 | 6:75, 6:2, [11:9] |
| 13.04.  | Barcelona Ladies Open Barcelona, Spanien International – 220.000 $ Sandplatz (rot) – 32E/28Q/16D                       | Roberta Vinci                                      | Marija Kirilenko                               | 6:0, 6:4          |
| 13.04.  | Barcelona Ladies Open Barcelona, Spanien International – 220.000 $ Sandplatz (rot) – 32E/28Q/16D                       | Nuria Llagostera Vives María José Martínez Sánchez | Sorana Cîrstea Andreja Klepač                  | 3:6, 6:2, [10:8]  |
| 20.04   | Fed Cup (Halbfinale) Castellaneta, Italien, Sandplatz Brno, Tschechien, Hartplatz (H.)                                 | Gewonnen Italien Vereinigte Staaten                | Verloren Russland Tschechien                   | 4:1 3:2           |
| 27.04.  | Porsche Tennis Grand Prix (Halle) Stuttgart, Deutschland Premier – 700.000 $ Sandplatz (rot) – 32E/32Q/16D             | Swetlana Kusnezowa                                 | Dinara Safina                                  | 6.4, 6:3          |
| 27.04.  | Porsche Tennis Grand Prix (Halle) Stuttgart, Deutschland Premier – 700.000 $ Sandplatz (rot) – 32E/32Q/16D             | Bethanie Mattek-Sands Nadja Petrowa                | Gisela Dulko Flavia Pennetta                   | 5:7, 6:3, [10:7]  |
| 27.04.  | Grand Prix SAR La Princesse Lalla Meryem Fès, Marokko International – 220.000 $ Sandplatz (rot) – 32E/24Q/16D          | Anabel Medina Garrigues                            | Jekaterina Makarowa                            | 6:0, 6:1          |
| 27.04.  | Grand Prix SAR La Princesse Lalla Meryem Fès, Marokko International – 220.000 $ Sandplatz (rot) – 32E/24Q/16D          | Alissa Kleibanowa Jekaterina Makarowa              | Sorana Cîrstea Marija Kirilenko                | 6:3, 2:6, [10:8]  |

### Mai
| Datum 1 | Turnier | Sieger(in)                                     | Finalgegner(in)                    | Ergebnis         |
| ------- | --- | ---------------------------------------------- | ---------------------------------- | ---------------- |
| 04.05.  | Internazionali BNL d’Italia Rom, Italien Premier 5 – 2.000.000 $ Sandplatz (rot) – 56E/32Q/28D             | Dinara Safina                                  | Swetlana Kusnezowa                 | 6:3, 6:2         |
| 04.05.  | Internazionali BNL d’Italia Rom, Italien Premier 5 – 2.000.000 $ Sandplatz (rot) – 56E/32Q/28D             | Hsieh Su-wei Shuai Peng                        | Daniela Hantuchová Ai Sugiyama     | 7:5, 7:65        |
| 04.05.  | Estoril Open Oeiras, Portugal International – 220.000 $ Sandplatz (rot) – 32E/32Q/16D                      | Yanina Wickmayer                               | Jekaterina Makarowa                | 7:5, 6:2         |
| 04.05.  | Estoril Open Oeiras, Portugal International – 220.000 $ Sandplatz (rot) – 32E/32Q/16D                      | Raquel Kops-Jones Abigail Spears               | Sharon Fichman Katalin Marosi      | 2:6, 6:3, [10:5] |
| 11.05.  | Mutua Madrileña Madrid Open Madrid, Spanien Premier Mandatory – 4.500.000 $ Sandplatz (rot) – 60E/32Q/28D  | Dinara Safina                                  | Caroline Wozniacki                 | 6:2, 6:4         |
| 11.05.  | Mutua Madrileña Madrid Open Madrid, Spanien Premier Mandatory – 4.500.000 $ Sandplatz (rot) – 60E/32Q/28D  | Cara Black Liezel Huber                        | Květa Peschke Lisa Raymond         | 4:6, 6:3, [10:6] |
| 18.05.  | Warschau Open Warschau, Polen Premier – 600.000 $ Sandplatz (rot) – 32E/32Q/16D                            | Alexandra Dulgheru                             | Aljona Bondarenko                  | 7:63, 3.6, 6.0   |
| 18.05.  | Warschau Open Warschau, Polen Premier – 600.000 $ Sandplatz (rot) – 32E/32Q/16D                            | Raquel Kops-Jones Bethanie Mattek-Sands        | Yan Zi Zheng Jie                   | 6:1, 6:1         |
| 18.05.  | Internationaux de Strasbourg Straßburg, Frankreich International – 220.000 $ Sandplatz (rot) – 32E/31Q/16D | Aravane Rezaï                                  | Lucie Hradecká                     | 7:62, 6:1        |
| 18.05.  | Internationaux de Strasbourg Straßburg, Frankreich International – 220.000 $ Sandplatz (rot) – 32E/31Q/16D | Nathalie Dechy Mara Santangelo                 | Claire Feuerstein Stéphanie Foretz | 6:0, 6:1         |
| 24.05.  | French Open Paris, Frankreich Grand Slam Sandplatz (rot) – 128E/96Q/64D/32X                                | Swetlana Kusnezowa                             | Dinara Safina                      | 6:4, 6:2         |
| 24.05.  | French Open Paris, Frankreich Grand Slam Sandplatz (rot) – 128E/96Q/64D/32X                                | Anabel Medina Garrigues Virginia Ruano Pascual | Wiktoryja Asaranka Elena Wesnina   | 6:1, 6:1         |
| 24.05.  | French Open Paris, Frankreich Grand Slam Sandplatz (rot) – 128E/96Q/64D/32X                                | Bob Bryan Liezel Huber                         | Marcelo Melo Vania King            | 5:7, 7:65, 10:7  |

### Juni
| Datum 1 | Turnier                                                                                 | Sieger(in)                       | Finalgegner(in)                     | Ergebnis          |
| ------- | --------------------------------------------------------------------------------------- | -------------------------------- | ----------------------------------- | ----------------- |
| 08.06.  | AEGON Classic Birmingham, Großbritannien International – 220.000 $ Rasen – 56E/31Q/16D  | Magdaléna Rybáriková             | Li Na                               | 6:0, 7:62         |
| 08.06.  | AEGON Classic Birmingham, Großbritannien International – 220.000 $ Rasen – 56E/31Q/16D  | Cara Black Liezel Huber          | Raquel Kops-Jones Abigail Spears    | 6:1, 6:4          |
| 15.06.  | AEGON International Eastbourne, Großbritannien Premier – 600.000 $ Rasen – 32E/32Q/16D  | Caroline Wozniacki               | Virginie Razzano                    | 7.65, 7:5         |
| 15.06.  | AEGON International Eastbourne, Großbritannien Premier – 600.000 $ Rasen – 32E/32Q/16D  | Oqgul Omonmurodova Ai Sugiyama   | Samantha Stosur Rennae Stubbs       | 6:4,6:3           |
| 15.06.  | Ordina Open ’s-Hertogenbosch, Niederlande International – 220.000 $ Rasen – 32E/16Q/16D | Tamarine Tanasugarn              | Yanina Wickmayer                    | 6.3, 7:5          |
| 15.06.  | Ordina Open ’s-Hertogenbosch, Niederlande International – 220.000 $ Rasen – 32E/16Q/16D | Sara Errani Flavia Pennetta      | Michaella Krajicek Yanina Wickmayer | 6:4, 5:7, [13:11] |
| 22.06.  | Wimbledon Championships London, Großbritannien Grand Slam Rasen – 128E/96Q/64D/32X      | Serena Williams                  | Venus Williams                      | 7:63, 6:2         |
| 22.06.  | Wimbledon Championships London, Großbritannien Grand Slam Rasen – 128E/96Q/64D/32X      | Serena Williams Venus Williams   | Samantha Stosur Rennae Stubbs       | 7:64, 6:4         |
| 22.06.  | Wimbledon Championships London, Großbritannien Grand Slam Rasen – 128E/96Q/64D/32X      | Anna-Lena Grönefeld Mark Knowles | Cara Black Leander Paes             | 7:5, 6:3          |

### Juli
| Datum 1 | Turnier | Siegerin                                           | Finalgegnerin                                      | Ergebnis          |
| ------- | --- | -------------------------------------------------- | -------------------------------------------------- | ----------------- |
| 06.07.  | Collector Swedish Open Women Båstad, Schweden International – 220.000 $ Sandplatz (rot) – 32E/32Q/16D                  | María José Martínez Sánchez                        | Caroline Wozniacki                                 | 7:5, 6:4          |
| 06.07.  | Collector Swedish Open Women Båstad, Schweden International – 220.000 $ Sandplatz (rot) – 32E/32Q/16D                  | Gisela Dulko Flavia Pennetta                       | Nuria Llagostera Vives María José Martínez Sánchez | 6:2, 0:6, [10:5]  |
| 06.07.  | GDF SUEZ Grand Prix Budapest, Ungarn International – 220.000 $ Sandplatz (rot) – 32E/28Q/16D                           | Ágnes Szávay                                       | Patty Schnyder                                     | 6:2, 4:6, 6:2     |
| 06.07.  | GDF SUEZ Grand Prix Budapest, Ungarn International – 220.000 $ Sandplatz (rot) – 32E/28Q/16D                           | Alissa Kleibanowa Monica Niculescu                 | Aljona Bondarenko Kateryna Bondarenko              | 6:4, 7:65         |
| 13.07.  | ECM Prague Open Prag, Tschechien International – 220.000 $ Sandplatz (rot) – 32E/32Q/16D                               | Sybille Bammer                                     | Francesca Schiavone                                | 7:64, 6:2         |
| 13.07.  | ECM Prague Open Prag, Tschechien International – 220.000 $ Sandplatz (rot) – 32E/32Q/16D                               | Aljona Bondarenko Kateryna Bondarenko              | Iveta Benešová Barbora Záhlavová-Strýcová          | 6:1, 6:2          |
| 13.07.  | Internazionali Femminili di Tennis di Palermo Palermo, Italien International – 220.000 $ Sandplatz (rot) – 32E/30Q/16D | Flavia Pennetta                                    | Sara Errani                                        | 6:1, 6:2          |
| 13.07.  | Internazionali Femminili di Tennis di Palermo Palermo, Italien International – 220.000 $ Sandplatz (rot) – 32E/30Q/16D | Nuria Llagostera Vives María José Martínez Sánchez | Marija Korytzewa Darja Kustawa                     | 6:1, 6:2          |
| 20.07.  | Banka Koper Slovenia Open Portorož, Slowenien International – 220.000 $ Hartplatz – 32E/32Q/16D                        | Dinara Safina                                      | Sara Errani                                        | 65:7, 6:1, 7:5    |
| 20.07.  | Banka Koper Slovenia Open Portorož, Slowenien International – 220.000 $ Hartplatz – 32E/32Q/16D                        | Julia Görges Vladimíra Uhlířová                    | Camille Pin Klára Zakopalová                       | 6:4, 6:2          |
| 20.07.  | Nürnberger Gastein Ladies Bad Gastein, Österreich International – 220.000 $ Sandplatz (rot) – 32E/32Q/16D              | Andrea Petković                                    | Ioana Raluca Olaru                                 | 6:2, 6:3          |
| 20.07.  | Nürnberger Gastein Ladies Bad Gastein, Österreich International – 220.000 $ Sandplatz (rot) – 32E/32Q/16D              | Andrea Hlaváčková Lucie Hradecká                   | Tatjana Malek Andrea Petković                      | 6:2, 6:4          |
| 27.07.  | Bank of the West Classic Stanford, Vereinigte Staaten Premier – 700.000 $ Hartplatz – 32E/32Q/16D                      | Marion Bartoli                                     | Venus Williams                                     | 6:2, 5:7, 6:4     |
| 27.07.  | Bank of the West Classic Stanford, Vereinigte Staaten Premier – 700.000 $ Hartplatz – 32E/32Q/16D                      | Serena Williams Venus Williams                     | Chan Yung-jan Monica Niculescu                     | 6:4, 6:1          |
| 27.07.  | İstanbul Cup Istanbul, Türkei International – 220.000 $ Hartplatz – 32E/32Q/16D                                        | Wera Duschewina                                    | Lucie Hradecká                                     | 6:0, 6:1          |
| 27.07.  | İstanbul Cup Istanbul, Türkei International – 220.000 $ Hartplatz – 32E/32Q/16D                                        | Lucie Hradecká Renata Voráčová                     | Julia Görges Patty Schnyder                        | 2:6, 6:3, [12:10] |

### August
| Datum 1 | Turnier | Sieger(in)                                         | Finalgegner(in)                                    | Ergebnis         |
| ------- | --- | -------------------------------------------------- | -------------------------------------------------- | ---------------- |
| 03.08.  | LA Women’s Tennis Championships Carson, Vereinigte Staaten Premier – 700.000 $ Hartplatz – 56E/32Q/16D                         | Flavia Pennetta                                    | Samantha Stosur                                    | 6:4, 6:3         |
| 03.08.  | LA Women’s Tennis Championships Carson, Vereinigte Staaten Premier – 700.000 $ Hartplatz – 56E/32Q/16D                         | Chuang Chia-jung Yan Zi                            | Marija Kirilenko Agnieszka Radwańska               | 6:0, 4:6, [10:7] |
| 10.08.  | Western & Southern Financial Group Women’s Open Cincinnati, Vereinigte Staaten Premier 5 – 2.000.000 $ Hartplatz – 56E/32Q/28D | Jelena Janković                                    | Dinara Safina                                      | 6:4, 6:2         |
| 10.08.  | Western & Southern Financial Group Women’s Open Cincinnati, Vereinigte Staaten Premier 5 – 2.000.000 $ Hartplatz – 56E/32Q/28D | Cara Black Liezel Huber                            | Nuria Llagostera Vives María José Martínez Sánchez | 6:3, 0:6, [10:2] |
| 17.08.  | Rogers Cup Toronto, Kanada Premier 5 – 2.000.000 $ Hartplatz – 56E/48Q/28D                                                     | Jelena Dementjewa                                  | Marija Scharapowa                                  | 6:4, 6:3         |
| 17.08.  | Rogers Cup Toronto, Kanada Premier 5 – 2.000.000 $ Hartplatz – 56E/48Q/28D                                                     | Nuria Llagostera Vives María José Martínez Sánchez | Samantha Stosur Rennae Stubbs                      | 2:6, 7:5, [11:9] |
| 24.08.  | Pilot Pen Tennis presented by Schick New Haven, Vereinigte Staaten Premier – 600.000 $ Hartplatz – 32E/32Q/16D                 | Caroline Wozniacki                                 | Jelena Wesnina                                     | 6:2, 6:4         |
| 24.08.  | Pilot Pen Tennis presented by Schick New Haven, Vereinigte Staaten Premier – 600.000 $ Hartplatz – 32E/32Q/16D                 | Nuria Llagostera Vives María José Martínez Sánchez | Iveta Benešová Lucie Hradecká                      | 6:2, 7:5         |
| 31.08.  | US Open New York, Vereinigte Staaten Grand Slam Hartplatz – 128E/96Q/64D/32X                                                   | Kim Clijsters                                      | Caroline Wozniacki                                 | 7:5, 6:3         |
| 31.08.  | US Open New York, Vereinigte Staaten Grand Slam Hartplatz – 128E/96Q/64D/32X                                                   | Serena Williams Venus Williams                     | Cara Black Liezel Huber                            | 6:2, 6:2         |
| 31.08.  | US Open New York, Vereinigte Staaten Grand Slam Hartplatz – 128E/96Q/64D/32X                                                   | Carly Gullickson Travis Parrott                    | Cara Black Leander Paes                            | 6:2, 6:4         |

### September
| Datum 1 | Turnier                                                                                                 | Siegerin                              | Finalgegnerin                                | Ergebnis          |
| ------- | --- | ------------------------------------- | -------------------------------------------- | ----------------- |
| 14.09.  | Guangzhou International Women’s Open Guangzhou, China International – 220.000 $ Hartplatz – 32E/32Q/16D | Shahar Peer                           | Alberta Brianti                              | 6:3, 6:4          |
| 14.09.  | Guangzhou International Women’s Open Guangzhou, China International – 220.000 $ Hartplatz – 32E/32Q/16D | Wolha Hawarzowa Tazzjana Putschak     | Kimiko Date Krumm Tiantian Sun               | 3:6, 6:2, [10:8]  |
| 14.09.  | Challenge Bell Québec, Kanada International – 220.000 $ Teppich – 32E/32Q/16D                           | Melinda Czink                         | Lucie Šafářová                               | 4:6, 6:3, 7:5     |
| 14.09.  | Challenge Bell Québec, Kanada International – 220.000 $ Teppich – 32E/32Q/16D                           | Vania King Barbora Záhlavová-Strýcová | Sofia Arvidsson Séverine Brémond             | 6:1, 6:3          |
| 21.09.  | Hansol Korea Open Seoul, Südkorea International – 220.000 $ Hartplatz – 32E/32Q/16D                     | Kimiko Date Krumm                     | Anabel Medina Garrigues                      | 6:3, 6:3          |
| 21.09.  | Hansol Korea Open Seoul, Südkorea International – 220.000 $ Hartplatz – 32E/32Q/16D                     | Chan Yung-jan Abigail Spears          | Carly Gullickson Nicole Kriz                 | 6:3, 6:4          |
| 21.09.  | Taschkent Open Taschkent, Usbekistan International – 220.000 $ Hartplatz – 32E/32Q/16D                  | Shahar Peer                           | Oqgul Omonmurodova                           | 6:3, 6:4          |
| 21.09.  | Taschkent Open Taschkent, Usbekistan International – 220.000 $ Hartplatz – 32E/32Q/16D                  | Wolha Hawarzowa Tazzjana Putschak     | Witalija Djatschenko Kazjaryna Dsehalewitsch | 6:2, 6:71, [10:8] |
| 28.09.  | Toray Pan Pacific Open Tokio, Japan Premier 5 – 2.000.000 $ Hartplatz – 56E/32Q/16D                     | Marija Scharapowa                     | Jelena Janković                              | 5:2 Aufgabe       |
| 28.09.  | Toray Pan Pacific Open Tokio, Japan Premier 5 – 2.000.000 $ Hartplatz – 56E/32Q/16D                     | Alissa Kleibanowa Francesca Schiavone | Daniela Hantuchová Ai Sugiyama               | 6:4, 6:2          |

### Oktober
| Datum 1 | Turnier                                                                                            | Siegerin                                           | Finalgegnerin                        | Ergebnis          |
| ------- | -------------------------------------------------------------------------------------------------- | -------------------------------------------------- | ------------------------------------ | ----------------- |
| 05.10.  | China Open Peking, China Premier Mandatory – 4.500.000 $ Hartplatz – 60E/32Q/28D                   | Swetlana Kusnezowa                                 | Agnieszka Radwańska                  | 6:2, 6:4          |
| 05.10.  | China Open Peking, China Premier Mandatory – 4.500.000 $ Hartplatz – 60E/32Q/28D                   | Hsieh Su-wei Peng Shuai                            | Alla Kudrjawzewa Jekaterina Makarowa | 6:3, 6:1          |
| 12.10.  | Generali Ladies Linz (Halle) Linz, Österreich International – 220.000 $ Hartplatz – 32E/32Q/16D    | Yanina Wickmayer                                   | Petra Kvitová                        | 6:3, 6:4          |
| 12.10.  | Generali Ladies Linz (Halle) Linz, Österreich International – 220.000 $ Hartplatz – 32E/32Q/16D    | Anna-Lena Grönefeld Katarina Srebotnik             | Klaudia Jans Alicja Rosolska         | 6:1, 6:4          |
| 12.10.  | HP Open Osaka, Japan International – 220.000 $ Hartplatz – 32E/32Q/16D                             | Samantha Stosur                                    | Francesca Schiavone                  | 7:5, 6:1          |
| 12.10.  | HP Open Osaka, Japan International – 220.000 $ Hartplatz – 32E/32Q/16D                             | Chuang Chia-jung Lisa Raymond                      | Chanelle Scheepers Abigail Spears    | 6:2, 6:4          |
| 19.10.  | Kremlin Cup (Halle) Moskau, Russland Premier – 1.000.000 $ Hartplatz – 32E/32Q/16D                 | Francesca Schiavone                                | Wolha Hawarzowa                      | 6:3, 6:0          |
| 19.10.  | Kremlin Cup (Halle) Moskau, Russland Premier – 1.000.000 $ Hartplatz – 32E/32Q/16D                 | Marija Kirilenko Nadja Petrowa                     | Marija Kondratjewa Klára Zakopalová  | 6:2, 6:2          |
| 19.10.  | BGL Luxembourg Open (Halle) Luxemburg, Luxemburg International 220.000 $ – Hartplatz – 32E/32Q/16D | Timea Bacsinszky                                   | Sabine Lisicki                       | 6:2, 7:5          |
| 19.10.  | BGL Luxembourg Open (Halle) Luxemburg, Luxemburg International 220.000 $ – Hartplatz – 32E/32Q/16D | Iveta Benešová Barbora Záhlavová-Strýcová          | Vladimíra Uhlířová Renata Voráčová   | 1:6, 6:0, [10:7]  |
| 29.10.  | Sony Ericsson Championships Doha, Katar Jahresendveranstaltung – 4.550.000 $ Hartplatz – 8E/4D     | Serena Williams                                    | Venus Williams                       | 6:2, 7:64         |
| 29.10.  | Sony Ericsson Championships Doha, Katar Jahresendveranstaltung – 4.550.000 $ Hartplatz – 8E/4D     | Nuria Llagostera Vives María José Martínez Sánchez | Cara Black Liezel Huber              | 7:60, 5:7, [10:7] |

### November
| Datum 1 | Turnier | Siegerin      | Finalgegnerin      | Ergebnis     |
| ------- | --- | ------------- | ------------------ | ------------ |
| 02.11.  | Commonwealth Bank Tournament of Champions Bali, Indonesien Jahresendveranstaltung – 600.000 $ Hartplatz – 12E | Aravane Rezaï | Marion Bartoli     | 7:5, Aufgabe |
| 02.11.  | Fed Cup (Finale) Reggio Calabria, Italien, Sandplatz                                                          | Italien       | Vereinigte Staaten | 4:0          |

## Turniersiegerinnen
| Titel | Spielerin                   | Grand Slam | Grand Slam | Grand Slam | Jahresendveranstaltung | Jahresendveranstaltung | Jahresendveranstaltung | Premier Mandatory | Premier Mandatory | Premier 5 | Premier 5 | Premier | Premier | International | International |
| Titel | Spielerin                   | Einzel     | Doppel     | Mixed      | Einzel                 | Doppel                 | Einzel Bali            | Einzel            | Doppel            | Einzel    | Doppel    | Einzel  | Doppel  | Einzel        | Doppel        |
| ----- | --------------------------- | ---------- | ---------- | ---------- | ---------------------- | ---------------------- | ---------------------- | ----------------- | ----------------- | --------- | --------- | ------- | ------- | ------------- | ------------- |
| 9     | María José Martínez Sánchez | —          | —          | —          | —                      | 1                      | —                      | —                 | —                 | —         | 1         | 1       | —       | 2             | 4             |
| 7     | Nuria Llagostera Vives      | —          | —          | —          | —                      | 1                      | —                      | —                 | —                 | —         | 1         | 1       | —       | —             | 3             |
| 7     | Serena Williams             | 2          | 3          | —          | 1                      | —                      | —                      | —                 | —                 | —         | —         | —       | 1       | —             | —             |
| 6     | Liezel Huber                | —          | 1          | —          | —                      | —                      | —                      | —                 | 1                 | —         | 2         | —       | 1       | —             | 1             |
| 6     | Venus Williams              | —          | 3          | —          | —                      | —                      | —                      | —                 | —                 | 1         | —         | —       | 1       | 1             | —             |
| 5     | Wiktoryja Asaranka          | —          | —          | —          | —                      | —                      | —                      | 1                 | 1                 | —         | —         | —       | —       | 2             | 1             |
| 5     | Cara Black                  | —          | —          | —          | —                      | —                      | —                      | —                 | 1                 | —         | 2         | —       | 1       | —             | 1             |
| 5     | Flavia Pennetta             | —          | —          | —          | —                      | —                      | —                      | —                 | —                 | —         | —         | 1       | —       | 1             | 3             |
| 4     | Swetlana Kusnezowa          | 1          | —          | —          | —                      | —                      | —                      | 1                 | —                 | —         | —         | 1       | —       | —             | —             |
| 4     | Caroline Wozniacki          | —          | —          | —          | —                      | —                      | —                      | —                 | —                 | —         | —         | 2       | —       | 1             | 1             |
| 3     | Chia-Jung Chuang            | —          | —          | —          | —                      | —                      | —                      | —                 | —                 | —         | —         | —       | 1       | —             | 2             |
| 3     | Nathalie Dechy              | —          | —          | —          | —                      | —                      | —                      | —                 | —                 | —         | —         | —       | —       | —             | 3             |
| 3     | Jelena Dementjewa           | —          | —          | —          | —                      | —                      | —                      | —                 | —                 | 1         | —         | 1       | —       | 1             | —             |
| 3     | Anna-Lena Grönefeld         | —          | —          | 1          | —                      | —                      | —                      | —                 | —                 | —         | —         | —       | —       | —             | 2             |
| 3     | Hsieh Su-wei                | —          | —          | —          | —                      | —                      | —                      | —                 | 1                 | —         | 1         | —       | 1       | —             | —             |
| 3     | Alissa Kleibanowa           | —          | —          | —          | —                      | —                      | —                      | —                 | —                 | —         | 1         | —       | —       | —             | 2             |
| 3     | Bethanie Mattek-Sands       | —          | —          | —          | —                      | —                      | —                      | —                 | —                 | —         | —         | —       | 3       | —             | —             |
| 3     | Peng Shuai                  | —          | —          | —          | —                      | —                      | —                      | —                 | 1                 | —         | 1         | —       | 1       | —             | —             |
| 3     | Nadja Petrowa               | —          | —          | —          | —                      | —                      | —                      | —                 | —                 | —         | —         | —       | 3       | —             | —             |
| 3     | Dinara Safina               | —          | —          | —          | —                      | —                      | —                      | 1                 | —                 | 1         | —         | —       | —       | 1             | —             |
| 3     | Mara Santangelo             | —          | —          | —          | —                      | —                      | —                      | —                 | —                 | —         | —         | —       | —       | —             | 3             |
| 3     | Wera Swonarjowa             | —          | —          | —          | —                      | —                      | —                      | 1                 | 1                 | —         | —         | —       | —       | 1             | —             |
| 2     | Marion Bartoli              | —          | —          | —          | —                      | —                      | —                      | —                 | —                 | —         | —         | 1       | —       | 1             | —             |
| 2     | Gisela Dulko                | —          | —          | —          | —                      | —                      | —                      | —                 | —                 | —         | —         | —       | —       | —             | 2             |
| 2     | Wolha Hawarzowa             | —          | —          | —          | —                      | —                      | —                      | —                 | —                 | —         | —         | —       | —       | —             | 2             |
| 2     | Lucie Hradecká              | —          | —          | —          | —                      | —                      | —                      | —                 | —                 | —         | —         | —       | —       | —             | 2             |
| 2     | Jelena Janković             | —          | —          | —          | —                      | —                      | —                      | —                 | —                 | —         | —         | —       | —       | 1             | —             |
| 2     | Vania King                  | —          | —          | —          | —                      | —                      | —                      | —                 | —                 | —         | —         | —       | —       | —             | 2             |
| 2     | Raquel Kops-Jones           | —          | —          | —          | —                      | —                      | —                      | —                 | —                 | —         | —         | —       | 1       | —             | 1             |
| 2     | Amélie Mauresmo             | —          | —          | —          | —                      | —                      | —                      | —                 | 1                 | —         | —         | 1       | —       | —             | —             |
| 2     | Anabel Medina Garrigues     | —          | 1          | —          | —                      | —                      | —                      | —                 | —                 | —         | —         | —       | —       | 1             | —             |
| 2     | Sania Mirza                 | —          | —          | 1          | —                      | —                      | —                      | —                 | —                 | —         | —         | —       | —       | —             | 2             |
| 2     | Shahar Peer                 | —          | —          | —          | —                      | —                      | —                      | —                 | —                 | —         | —         | —       | —       | 2             | —             |
| 2     | Tatjana Putschek            | —          | —          | —          | —                      | —                      | —                      | —                 | —                 | —         | —         | —       | —       | —             | 2             |
| 2     | Aravane Rezaï               | —          | —          | —          | —                      | —                      | 1                      | —                 | —                 | —         | —         | —       | —       | 1             | —             |
| 2     | Francesca Schiavone         | —          | —          | —          | —                      | —                      | —                      | —                 | —                 | —         | 1         | 1       | —       | —             | —             |
| 2     | Abigail Spears              | —          | —          | —          | —                      | —                      | —                      | —                 | —                 | —         | —         | —       | —       | —             | 2             |
| 2     | Tamarine Tanasugarn         | —          | —          | —          | —                      | —                      | —                      | —                 | —                 | —         | —         | —       | —       | —             | 2             |
| 2     | Yanina Wickmayer            | —          | —          | —          | —                      | —                      | —                      | —                 | —                 | —         | —         | —       | —       | 2             | —             |
| 2     | Barbora Záhlavová-Strýcová  | —          | —          | —          | —                      | —                      | —                      | —                 | —                 | —         | —         | —       | —       | —             | 2             |
| 1     | Timea Bacsinszky            | —          | —          | —          | —                      | —                      | —                      | —                 | —                 | —         | —         | —       | —       | 1             | —             |
| 1     | Sybille Bammer              | —          | —          | —          | —                      | —                      | —                      | —                 | —                 | —         | —         | —       | —       | 1             | —             |
| 1     | Iveta Benešová              | —          | —          | —          | —                      | —                      | —                      | —                 | —                 | —         | —         | —       | —       | —             | 1             |
| 1     | Aljona Bondarenko           | —          | —          | —          | —                      | —                      | —                      | —                 | —                 | —         | —         | —       | —       | —             | 1             |
| 1     | Kateryna Bondarenko         | —          | —          | —          | —                      | —                      | —                      | —                 | —                 | —         | —         | —       | —       | —             | 1             |
| 1     | Chan Yung-jan               | —          | —          | —          | —                      | —                      | —                      | —                 | —                 | —         | —         | —       | —       | —             | 1             |
| 1     | Kim Clijsters               | 1          | —          | —          | —                      | —                      | —                      | —                 | —                 | —         | —         | —       | —       | —             | —             |
| 1     | Melinda Czink               | —          | —          | —          | —                      | —                      | —                      | —                 | —                 | —         | —         | —       | —       | 1             | —             |
| 1     | Kimiko Date Krumm           | —          | —          | —          | —                      | —                      | —                      | —                 | —                 | —         | —         | —       | —       | 1             | —             |
| 1     | Alexandra Dulgheru          | —          | —          | —          | —                      | —                      | —                      | —                 | —                 | —         | —         | 1       | —       | —             | —             |
| 1     | Wera Duschewina             | —          | —          | —          | —                      | —                      | —                      | —                 | —                 | —         | —         | —       | —       | —             | 1             |
| 1     | Sara Errani                 | —          | —          | —          | —                      | —                      | —                      | —                 | —                 | —         | —         | —       | —       | —             | 1             |
| 1     | Julia Görges                | —          | —          | —          | —                      | —                      | —                      | —                 | —                 | —         | —         | —       | —       | —             | 1             |
| 1     | Carly Gullickson            | —          | —          | 1          | —                      | —                      | —                      | —                 | —                 | —         | —         | —       | —       | —             | —             |
| 1     | Andrea Hlaváčková           | —          | —          | —          | —                      | —                      | —                      | —                 | —                 | —         | —         | —       | —       | —             | 1             |
| 1     | Klaudia Jans                | —          | —          | —          | —                      | —                      | —                      | —                 | —                 | 1         | —         | —       | —       | —             | 1             |
| 1     | Marija Kirilenko            | —          | —          | —          | —                      | —                      | —                      | —                 | —                 | —         | —         | —       | 1       | —             | —             |
| 1     | Petra Kvitová               | —          | —          | —          | —                      | —                      | —                      | —                 | —                 | —         | —         | —       | —       | 1             | —             |
| 1     | Sabine Lisicki              | —          | —          | —          | —                      | —                      | —                      | —                 | —                 | —         | —         | 1       | —       | —             | —             |
| 1     | Jekaterina Makarowa         | —          | —          | —          | —                      | —                      | —                      | —                 | —                 | —         | —         | —       | —       | —             | 1             |
| 1     | Monica Niculescu            | —          | —          | —          | —                      | —                      | —                      | —                 | —                 | —         | —         | —       | —       | —             | 1             |
| 1     | Oqgul Omonmurodova          | —          | —          | —          | —                      | —                      | —                      | —                 | —                 | —         | —         | —       | 1       | —             | —             |
| 1     | Andrea Petković             | —          | —          | —          | —                      | —                      | —                      | —                 | —                 | —         | —         | —       | —       | 1             | —             |
| 1     | Lisa Raymond                | —          | —          | —          | —                      | —                      | —                      | —                 | —                 | —         | —         | —       | —       | —             | 1             |
| 1     | Alicja Rosolska             | —          | —          | —          | —                      | —                      | —                      | —                 | —                 | —         | —         | —       | —       | —             | 1             |
| 1     | Virginia Ruano Pascual      | —          | 1          | —          | —                      | —                      | —                      | —                 | —                 | —         | —         | —       | —       | —             | —             |
| 1     | Magdaléna Rybáriková        | —          | —          | —          | —                      | —                      | —                      | —                 | —                 | —         | —         | —       | —       | 1             | —             |
| 1     | Marija Scharapowa           | —          | —          | —          | —                      | —                      | —                      | —                 | —                 | 1         | —         | —       | —       | —             | —             |
| 1     | Jaroslawa Schwedowa         | —          | —          | —          | —                      | —                      | —                      | —                 | —                 | —         | —         | —       | —       | —             | 1             |
| 1     | Katarina Srebotnik          | —          | —          | —          | —                      | —                      | —                      | —                 | —                 | —         | —         | —       | —       | —             | 1             |
| 1     | Samantha Stosur             | —          | —          | —          | —                      | —                      | —                      | —                 | —                 | —         | —         | —       | —       | —             | 1             |
| 1     | Ai Sugiyama                 | —          | —          | —          | —                      | —                      | —                      | —                 | —                 | —         | —         | —       | 1       | —             | —             |
| 1     | Ágnes Szávay                | —          | —          | —          | —                      | —                      | —                      | —                 | —                 | —         | —         | —       | —       | —             | 1             |
| 1     | Vladimíra Uhlířová          | —          | —          | —          | —                      | —                      | —                      | —                 | —                 | —         | —         | —       | —       | —             | 1             |
| 1     | Roberta Vinci               | —          | —          | —          | —                      | —                      | —                      | —                 | —                 | —         | —         | —       | —       | 1             | —             |
| 1     | Renata Voráčová             | —          | —          | —          | —                      | —                      | —                      | —                 | —                 | —         | —         | —       | —       | —             | 1             |
| 1     | Yan Zi                      | —          | —          | —          | —                      | —                      | —                      | —                 | —                 | —         | —         | —       | 1       | —             | —             |

## Titel nach Länder
| Titel | Land                | Grand Slam | Grand Slam | Grand Slam | Jahresendveranstaltung | Jahresendveranstaltung | Jahresendveranstaltung | Premier Mandatory | Premier Mandatory | Premier 5 | Premier 5 | Premier | Premier | International | International |
| Titel | Land                | Einzel     | Doppel     | Mixed      | Einzel                 | Doppel                 | Einzel Bali            | Einzel            | Doppel            | Einzel    | Doppel    | Einzel  | Doppel  | Einzel        | Doppel        |
| ----- | ------------------- | ---------- | ---------- | ---------- | ---------------------- | ---------------------- | ---------------------- | ----------------- | ----------------- | --------- | --------- | ------- | ------- | ------------- | ------------- |
| 24    | Vereinigte Staaten  | 2          | 3          | 2          | 1                      | —                      | —                      | —                 | 1                 | 1         | 2         | —       | 5       | 1             | 6             |
| 21    | Russland            | 1          | —          | —          | —                      | —                      | —                      | 3                 | 2                 | 3         | 1         | 2       | 3       | 4             | 2             |
| 11    | Italien             | —          | —          | —          | —                      | —                      | —                      | —                 | —                 | —         | 1         | 2       | —       | 2             | 6             |
| 11    | Spanien             | —          | 1          | —          | —                      | 1                      | —                      | —                 | —                 | —         | 1         | —       | 1       | 3             | 4             |
| 9     | Frankreich          | —          | —          | —          | —                      | —                      | 1                      | —                 | 1                 | —         | —         | 2       | —       | 2             | 3             |
| 7     | Chinesisch Taipeh   | —          | —          | —          | —                      | —                      | —                      | —                 | 1                 | —         | 1         | —       | 2       | —             | 3             |
| 7     | Belarus             | —          | —          | —          | —                      | —                      | —                      | 1                 | 1                 | —         | —         | —       | —       | 2             | 3             |
| 6     | Deutschland         | —          | —          | 1          | —                      | —                      | —                      | —                 | —                 | —         | —         | 1       | —       | 1             | 3             |
| 6     | Tschechien          | —          | —          | —          | —                      | —                      | —                      | —                 | —                 | —         | —         | —       | —       | 1             | 5             |
| 5     | Simbabwe            | —          | —          | —          | —                      | —                      | —                      | —                 | 1                 | —         | 2         | —       | 1       | —             | 1             |
| 4     | Volksrepublik China | —          | —          | —          | —                      | —                      | —                      | —                 | 1                 | —         | 1         | —       | 2       | —             | —             |
| 4     | Dänemark            | —          | —          | —          | —                      | —                      | —                      | —                 | —                 | —         | —         | 1       | —       | 1             | 1             |
| 3     | Belgien             | 1          | —          | —          | —                      | —                      | —                      | —                 | —                 | —         | —         | —       | —       | 2             | —             |
| 2     | Argentinien         | —          | —          | —          | —                      | —                      | —                      | —                 | —                 | —         | —         | —       | —       | —             | 2             |
| 2     | Indien              | —          | —          | 1          | —                      | —                      | —                      | —                 | —                 | —         | —         | —       | —       | —             | 1             |
| 2     | Israel              | —          | —          | —          | —                      | —                      | —                      | —                 | —                 | —         | —         | —       | —       | 2             | —             |
| 2     | Japan               | —          | —          | —          | —                      | —                      | —                      | —                 | —                 | —         | —         | —       | 1       | 1             | —             |
| 2     | Rumänien            | —          | —          | —          | —                      | —                      | —                      | —                 | —                 | —         | —         | 1       | —       | —             | 1             |
| 2     | Serbien             | —          | —          | —          | —                      | —                      | —                      | —                 | —                 | 1         | —         | —       | —       | 1             | —             |
| 2     | Thailand            | —          | —          | —          | —                      | —                      | —                      | —                 | —                 | —         | —         | —       | —       | —             | 2             |
| 2     | Ungarn              | —          | —          | —          | —                      | —                      | —                      | —                 | —                 | —         | —         | —       | —       | 2             | —             |
| 1     | Australien          | —          | —          | —          | —                      | —                      | —                      | —                 | —                 | —         | —         | —       | —       | 1             | —             |
| 1     | Kasachstan          | —          | —          | —          | —                      | —                      | —                      | —                 | —                 | —         | —         | —       | —       | —             | 1             |
| 1     | Österreich          | —          | —          | —          | —                      | —                      | —                      | —                 | —                 | —         | —         | —       | —       | 1             | —             |
| 1     | Polen               | —          | —          | —          | —                      | —                      | —                      | —                 | —                 | —         | —         | —       | —       | —             | 1             |
| 1     | Schweiz             | —          | —          | —          | —                      | —                      | —                      | —                 | —                 | —         | —         | —       | —       | 1             | —             |
| 1     | Slowakei            | —          | —          | —          | —                      | —                      | —                      | —                 | —                 | —         | —         | —       | —       | 1             | —             |
| 1     | Slowenien           | —          | —          | —          | —                      | —                      | —                      | —                 | —                 | —         | —         | —       | —       | —             | 1             |
| 1     | Ukraine             | —          | —          | —          | —                      | —                      | —                      | —                 | —                 | —         | —         | —       | —       | —             | 1             |
| 1     | Usbekistan          | —          | —          | —          | —                      | —                      | —                      | —                 | —                 | —         | —         | —       | 1       | —             | —             |

## Weltrangliste
Die Top Ten zum Jahresende:
| Rang | Vorjahr | Name                | Nation       | Punkte |
| ---- | ------- | ------------------- | ------------ | ------ |
| 1    | (2)     | Serena Williams     | USA          | 9075   |
| 2    | (3)     | Dinara Safina       | Russland     | 7800   |
| 3    | (8)     | Swetlana Kusnezowa  | Russland     | 6141   |
| 4    |         | Caroline Wozniacki  | Dänemark     | 5875   |
| 5    | (4)     | Jelena Dementjewa   | Russland     | 5585   |
| 6    | (6)     | Venus Williams      | USA          | 5126   |
| 7    |         | Wiktoryja Asaranka  | Weißrussland | 4820   |
| 8    | (1)     | Jelena Janković     | Serbien      | 3965   |
| 9    | (7)     | Wera Swonarjowa     | Russland     | 3560   |
| 10   | (10)    | Agnieszka Radwańska | Polen        | 3450   |

## Preisgeld
| Rang | Name               | Einzel    | Doppel  | Mixed | Bonus-Pool | Gesamt    |
| ---- | ------------------ | --------- | ------- | ----- | ---------- | --------- |
| 1    | Serena Williams    | 5.584.437 | 636.149 | -     | 325.000    | 6.545.586 |
| 2    | Dinara Safina      | 3.601.325 | 8.893   | -     | 700.000    | 4.310.218 |
| 3    | Swetlana Kusnezowa | 3.280.865 | 152.976 | -     | 225.000    | 3.658.841 |
| 4    | Venus Williams     | 2.240.745 | 636.149 | -     | 250.000    | 3.126.894 |
| 5    | Jelena Janković    | 1.491.514 | -       | -     | 1.000.000  | 2.491.514 |
| 6    | Caroline Wozniacki | 2.324.692 | 46.858  | -     | -          | 2.371.550 |
| 7    | Jelena Dementjewa  | 1.880.156 | 825     | -     | 462.500    | 2.343.481 |
| 8    | Wiktoryja Asaranka | 1.827.770 | 287.766 | -     | -          | 2.115.536 |
| 9    | Wera Swonarjowa    | 1.397.361 | 144.784 | -     | 50.000     | 1.642.145 |
| 10   | Kim Clijsters      | 1.630.150 | 2.410   | -     | -          | 1.632.560 |